# Ursula Goodenough
Pour les articles homonymes, voir Goodenough.
Ursula W. Goodenough (née le 16 mars 1943 à New York) est une scientifique spécialisée dans la biologie cellulaire et la philosophie.

## Biographie
Diplômée de zoologie de l'université Columbia en 1969, elle décroche un doctorat de philosophie à l'université Harvard. Goodenough est assistante et professeur associée de biologie à Harvard de 1971 à 1978 avant de rejoindre l'université Washington de Saint-Louis où elle écrit les trois éditions d'un livre depuis largement reconnu par ses confrères, Genetics. Goodenough rejoint l'Institute on Religion in an Age of Science (IRAS) en 1989 et est depuis sans discontinuité membre de son conseil et sa présidente pour quatre ans. Elle est en même temps présidente et membre de The American Society for Cell Biology.
Elle fait de nombreux exposés et séminaires sur la science et la religion à une grande écoute, coprésente trois conférences de l'IRAS sur Star Island et participe au journal Zygon: Journal of Religion and Science.
Le best-seller qu'est son livre, The Sacred Depths of Nature («Les profondeurs sacrées de la nature»), s'appuie sur son enseignement de la théorie du naturalisme religieux dans le monde et lors de ses multiples participations à des émissions de télévision sur PBS et The History Channel, ainsi qu'à l'émission de radio NPR.

## Mind and Life Institute

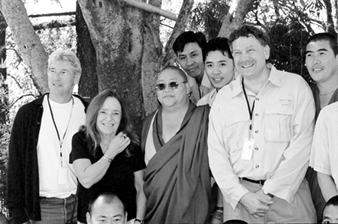
Ursula Goodenough à Dharamsala en 2002 en Inde, avec Richard Gere, Eric Lander et un moine bouddhiste.

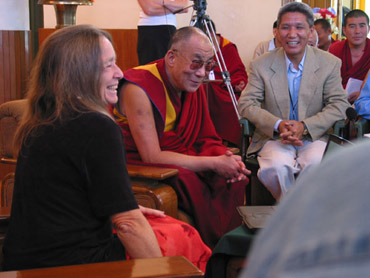
Ursula Goodenough à Dharamsala, en Inde, avec le 14e dalaï-lama

En 2002, Ursula Goodenough est membre d'un comité de cinq scientifiques invité par le Mind and Life Institute dans le cadre d'une série de séminaires sur la science occidentale pour le 14e dalaï-lama. Les séminaires précédents avaient exploré la physique des particules et les neurosciences. Ce fut le premier séminaire sur la biologie cellulaire et moléculaire. Les scientifiques qui se joignirent à Goodenough  à Dharamsala, en Inde comprenaient Stuart Kauffman, Steven Chu,  Eric Lander et Pier Luigi Luisi. Goodenough a été invité à revenir à Dharamsala, en Inde à conférences en 2005.